# Samara
Samara (russisch Сама́ра; 1935–1990 Kuibyschew (Куйбышев)) ist eine Industriestadt im Südosten des europäischen Teils Russlands, am Ostufer der Wolga gelegen. Sie hatte 2010 1.164.685 Einwohner (Stand 14. Oktober 2010). Zurzeit ist sie nach den Fortschreibungen der Einwohnerzahlen die neuntgrößte Stadt Russlands. Samara ist die Hauptstadt der Oblast Samara.

## Geografische Lage
Samara liegt am hochgelegenen linken Wolgaufer der „Samarer Krümmung“ (auch „Samarer Bogen“, russisch Samarskaja luka) zwischen den Mündungen der Flüsse Samara und Sok. Die Stadt dehnt sich auf 50 km entlang der Wolga und auf 20 km nach Osten aus. Die Entfernung nach Moskau beträgt ca. 860 Kilometer.

## Klima
In Samara herrscht gemäßigtes kontinentales Klima. Die Winter sind kalt und lang, die Sommer warm und eher trocken, mit starken Temperaturschwankungen und Wetterunbeständigkeit. Im Herbst und Frühling findet ein relativ rascher Übergang zwischen den extremen Jahreszeiten statt. Die Flüsse beginnen im November zuzufrieren, der erste Schnee fällt etwas früher. In den ersten Aprilwochen beginnt die Schneeschmelze und das Eis bricht. Die Durchschnittstemperatur im Juli, dem heißesten Monat im Jahr, beträgt +21 Grad, im Januar, dem kältesten Monat, −13 Grad. Der durchschnittliche Niederschlag beträgt 400 mm pro Jahr.
|                       | Jan   | Feb   | Mär  | Apr  | Mai  | Jun  | Jul  | Aug  | Sep  | Okt | Nov  | Dez   |   |     |
| Mittl. Tagesmax. (°C) | −9,0  | −7,5  | −0,9 | 11,5 | 20,9 | 24,1 | 26,1 | 24,2 | 18,1 | 8,3 | −0,1 | −5,7  | ⌀ | 9,2 |
| Mittl. Tagesmin. (°C) | −15,7 | −14,6 | −7,7 | 2,3  | 9,6  | 13,6 | 15,9 | 13,9 | 8,7  | 1,5 | −4,6 | −11,4 | ⌀ | 1   |
|                       |       |       |      |      |      |      |      |      |      |     |      |       |   |     |
| Niederschlag (mm)     | 46    | 35    | 33   | 39   | 32   | 58   | 64   | 52   | 45   | 52  | 54   | 51    | Σ | 561 |
|                       |       |       |      |      |      |      |      |      |      |     |      |       |   |     |
| Regentage (d)         | 10    | 7     | 7    | 7    | 5    | 8    | 8    | 7    | 7    | 9   | 10   | 10    | Σ | 95  |

| −15,7 |

| −14,6 |

| −7,7 |

| 2,3 |

| 9,6 |

| 13,6 |

| 15,9 |

| 13,9 |

| 8,7 |

| 1,5 |

| −4,6 |

| −11,4 |

| −15,7 |

| −14,6 |

| −7,7 |

| 2,3 |

| 9,6 |

| 13,6 |

| 15,9 |

| 13,9 |

| 8,7 |

| 1,5 |

| −4,6 |

| −11,4 |

## Geschichte

### Name der Stadt
Die Stadt erhielt ihren Namen wohl nach dem Fluss Samara, der in unmittelbarer Nähe in die Wolga mündet. In den Turksprachen bedeutet Samara „Steppenfluss“. In sowjetischer Zeit trug die Stadt von 1935 bis 1990 den Namen Kuibyschew zu Ehren von Walerian Wladimirowitsch Kuibyschew.

### Entstehung der Stadt
Erstmals wird Samara in einer russischen Chronik aus dem Jahr 1361 erwähnt. Auf einer 1367 erstellten Karte der Wolga der venezianischen Kaufleute Francesco und Dominico Pizzigano ist eine Siedlung Samara gekennzeichnet.
Nach einem Ukas des Zaren Fjodor Iwanowitsch begann im Jahre 1586 an der Wolga bei der Mündung des breitesten Arms des Flusses Samara der Bau einer Bewachungsfestung, die „Samara-Städtchen“ genannt wurde. Diese Festung sollte den Schutz gegen die Angriffe der Nomaden auf Russland sowie für den Wasserweg von Kasan nach Astrachan gewährleisten. Die Festung wurde unter der Leitung des Heerführers Grigori Sassekin an der Stelle des heutigen Chlebnaja-Platzes (Brotplatzes) errichtet. Am Anfang wurden die Mauern aus zugespitzten Holzstämmen und Wachtürme mit Schießscharten ausgeführt; danach der Kreml, eine Kirche und schließlich Wohn- und Wirtschaftsgebäude für die künftige Bevölkerung. 1636 war die Festung bereits 1700 Meter lang und 350 Meter breit. 1689 wurde das „Städtchen“ offiziell zur Stadt. Zu diesem Zeitpunkt war Samara nicht mehr nur wichtiger Militärstützpunkt, sondern auch großes Handelszentrum als Umschlagplatz des russischen Handels mit dem Orient geworden.
1708 galt Samara als neuntgrößte Stadt des Kasaner Gouvernements, wurde ab 1719 zum Astrachaner Gouvernement gezählt. Damals hatte die Stadt 210 Höfe. In dieser Periode geriet sie ins Zentrum zweier Bauernaufstände: Im Jahr 1670 wurde Samara vom Heere des aufständischen Kosakenführers Stepan Rasin erobert, und im Jahr 1773 war Samara die erste Stadt, die auf die Seite des Jemeljan Pugatschow übertrat.

### Gouvernementshauptstadt

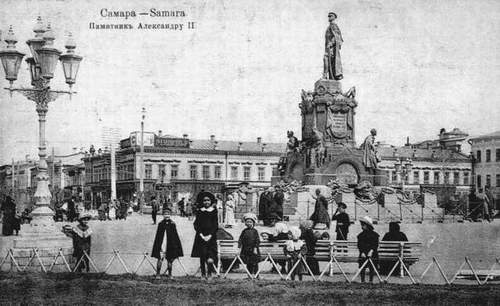
Samara auf einer Postkarte von 1908

Samara wurde 1851 Gouvernementshauptstadt. Es zählte damals 15.000 Einwohner und wurde zum wichtigsten Zentrum des Weizenanbaus des gesamten Russischen Reiches. Der aktive Handel mit Kolonial-, Manufaktur- und sonstigen Waren wurde in 375 Geschäften betrieben. Wöchentlich wurden auf den zwei großen Plätzen Märkte abgehalten. Außerdem fanden drei Jahrmärkte statt, welche jeweils 10 Tage dauerten: Sobornaja (im Herbst), Kasanskaja und Wosdwischenskaja (beide im Sommer). 1877 bekam Samara Anschluss an die Orenburger Eisenbahn.
Ab der ersten Hälfte des 19. Jahrhunderts begann die Entwicklung der Mühlenindustrie in der Stadt. Zu Beginn des 20. Jahrhunderts war Samara bereits das größte Getreideverarbeitungszentrum Russlands. Zu jener Zeit befanden sich 46 Betriebe und Fabriken in der Stadt, die insgesamt 2500 Arbeiter beschäftigten. 1917 zählte Samara bereits 90 industrielle Betriebe, eine mechanische Bäckerei, sowie einen Getreidespeicher mit einem Volumen von 3,5 Mio. Pud.
Dank ihrer günstigen geografischen Position wurden Donezbecken und Ural zu den wichtigsten Metalllieferanten für die Industrie, was die Erschaffung einer Vielzahl von Maschinenbau- und metallverarbeitender Betriebe förderte.

### Oktoberrevolution und Zweiter Weltkrieg
Die Oktoberrevolution selbst verlief in Samara ohne einen einzigen Schuss. Im Juni 1918 jedoch wurde die sowjetische Führung der Stadt durch gemeinsame Bemühungen der Weißen Armee und eines Korps der Tschechoslowakischen Legionen aus den Kriegsgefangenen der österreichisch-ungarischen Armee gestürzt. Für vier Monate ging die Macht zum Komutsch (Komitee der konstituierenden Versammlung) über, das die Restauration der bürgerlichen Demokratie in Russland zu seinem Ziel erklärte. Im November desselben Jahres wurde die sowjetische Macht durch die Teile der Roten Armee unter der Führung von Wassili Tschapajew und G. Gai wiederhergestellt.
Wie bei vielen russischen Städten erfolgte der eigentliche industrielle Aufschwung erst ab den 1920er/1930er Jahren im Rahmen der sowjetischen Industrialisierung im Zeichen des Stalinismus. In dieser Zeit wurden in Samara selbständige Parallelunternehmen zu Moskauer und Leningrader Werken errichtet.
In der Russischen SFSR der Sowjetunion wurde Samara 1928 nach der Auflösung des Gouvernements Samara zum Zentrum der Oblast Mittlere Wolga. Bereits 1929 wurde daraus der Krai Mittlere Wolga gebildet, der 1935 in Krai Kuibyschew umbenannt wurde, gemäß einem Beschluss der sowjetischen Regierung zu Ehren des Staatsmannes und Parteifunktionärs Walerian Kuibyschew. 1936 wurde die bis heute bestehende Oblast unter dem Namen Oblast Kuibyschew gebildet. Ihr Name wurde 1990 in Oblast Samara geändert.
Die Stadt bekam nach dem deutschen Überfall auf die Sowjetunion im Jahr 1941 eine besondere politische und strategische Bedeutung, als im Oktober, kurz vor der historischen Schlacht um Moskau, die Regierungsorgane mit Michail Kalinin an der Spitze, sowie ein Teil der militärischen Verwaltung, das Ministerium für Auswärtige Angelegenheiten und das ganze diplomatische Korps (20 Botschaften und Missionen) aufgrund eines Beschlusses des staatlichen Verteidigungskomitees der UdSSR – „GKO“ nach Kuibyschew gingen. Ihnen folgten das Ensemble des Bolschoi-Theaters und zahlreiche andere Künstler, darunter Dmitrij Schostakowitsch, Ilja Ehrenburg, Fjodor Gladkow und Emil Gilels. Für Stalin wurde der „Stalinbunker“ mit einem Arbeitszimmer in einer Tiefe von 37 Metern eingerichtet, der heute ein Museum ist. Stalin selbst hat den Bunker jedoch nie bezogen.
Kuibyschew spielte eine wichtige Rolle beim Sieg über Deutschland. Bereits in der Anfangsphase des Krieges wurden größere Betriebe in die Stadt verlagert. Es wurde mit der Produktion von Waffen und Munition begonnen. Beispielsweise wurden während des Krieges über 30.000 Schlachtflugzeuge Il-2 von Kuibyschew aus an die Front geschickt.
In der Stadt bestand das Kriegsgefangenenlager 234 für deutsche Kriegsgefangene des Zweiten Weltkriegs.

### Nachkriegszeit
Am stärksten entwickelte sich die Stadt in den Nachkriegsjahren. Kuibyschew wurde zu einem großen industriellen und kulturellen Zentrum der Sowjetunion. Betriebe der Flugzeug- und Maschinenbauindustrie, der Hütten-, Elektrotechnik- und Kabelindustrie sowie erdölverarbeitende und Leichtindustrie wurden errichtet. Außerdem entwickelte sich die Stadt zu einem großen Wissenschaftszentrum: zehn Hochschulen und vier Universitäten bilden Spezialisten in den verschiedensten Fächern aus. Mit der Zeit wuchs auch wieder das kulturelle Leben in der Stadt.
In Uprawlentscheski Gorodok (Stadtteil des heutigen Samara) arbeiteten von 1946 bis 1954 als Teil deutscher Reparationen nach dem Zweiten Weltkrieg mehr als 700 deutsche Spezialisten (siehe Aktion Ossawakim) vor allem in der Flugzeugindustrie; eine kleine Gruppe widmete sich der Entwicklung von Autopiloten, auch für Raketen. Diese Gruppe wurde 1950 nach Tuschino bei Moskau verlegt und konnte erst 1958 nach Deutschland heimkehren. Bis zur Auflösung der Sowjetunion war Kuibyschew für westliche Ausländer nur eingeschränkt zugänglich.
Im Zuge der gesellschaftlichen Transformationsprozesse der 1990er Jahre konnte Samara seinen hohen Rang unter den führenden Wirtschaftsstandorten des Landes halten.

### Bevölkerungsentwicklung
| Jahr | Einwohner |
| ---- | --------- |
| 1897 | 89.999    |
| 1926 | 172.000   |
| 1939 | 390.488   |
| 1959 | 806.356   |
| 1970 | 1.044.849 |
| 1979 | 1.216.233 |
| 1989 | 1.254.460 |
| 2002 | 1.157.880 |
| 2010 | 1.164.685 |

Anmerkung: Volkszählungsdaten (1926 gerundet)

## Kulturleben

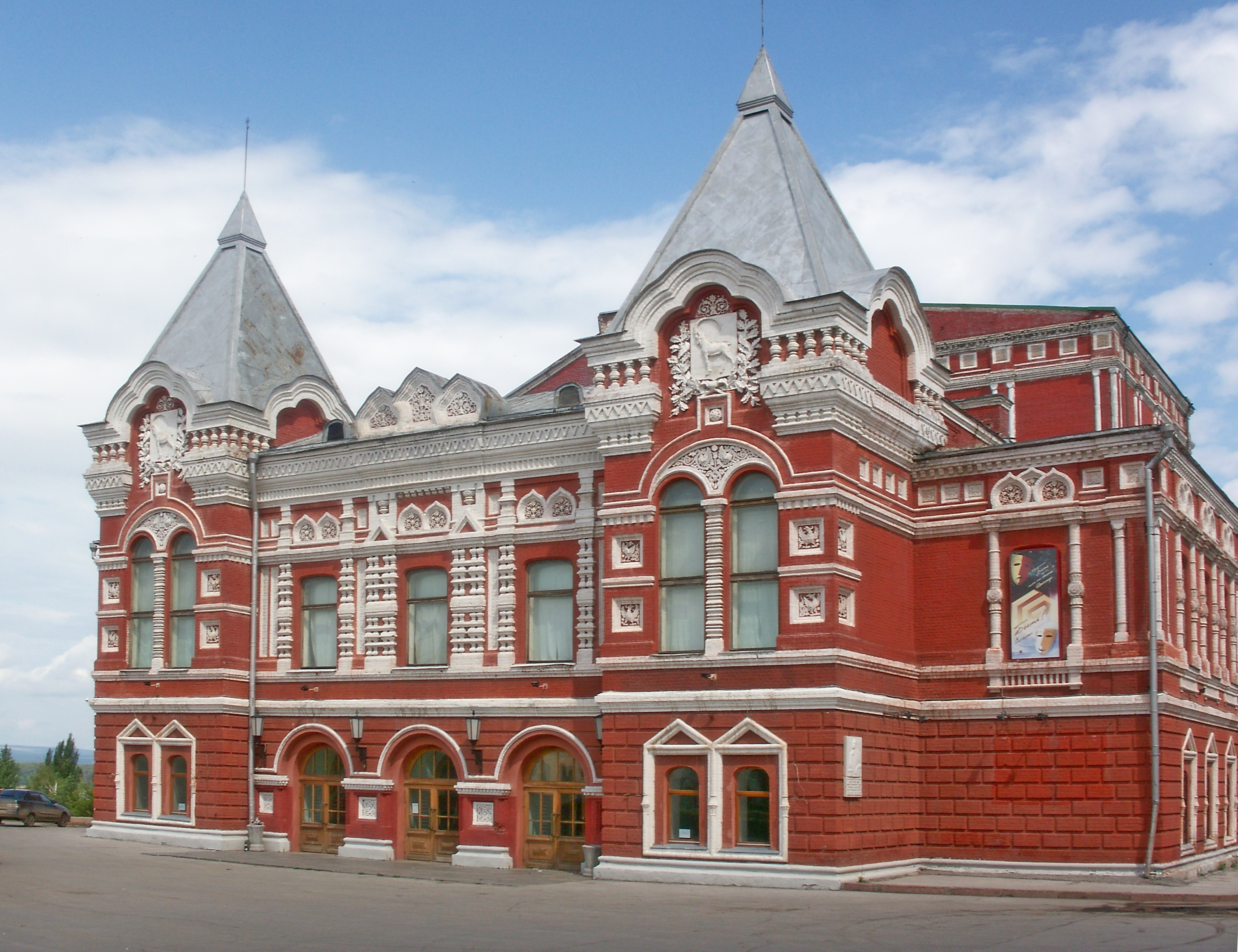
Das Theater von Samara

Schon Lew Tolstoi kaufte sich ein Landgut in der Nähe der Wolga, wo er mit seiner Familie viele Sommer verbrachte. Alexei Tolstoi verbrachte seine Kindheit und Jugend in Samara. Mit einer Anstellung bei der „Samarer Zeitung“ begann die Karriere von Maxim Gorki. Während des Bürgerkriegs arbeitete der tschechische Schriftsteller Jaroslav Hašek in der Stadt. In Samara lebten viele berühmte Maler, wie Ilja Repin, Wassilij Surikow, Iwan Aiwasowski. Während des Zweiten Weltkriegs wurde in Samara die 7. Sinfonie („Leningrader“) von Dmitri Schostakowitsch uraufgeführt. In dieser Zeit entstanden vier professionelle Theater, darunter zwei akademische, die russlandweit bekannt sind: das Gorki-Schauspielhaus und das Opern- und Balletthaus.
Die Museen in Samara bewahren kostbare Sammlungen und einzigartige Kunstwerke auf.
Samara verfügt über zahlreiche Theater, eine Philharmonie und eine Oper. Letztere ist Standort einer russlandweit bekannten Ballett-Truppe. Das berühmte Gebäude des Gorki-Schauspielhauses, das eine der wichtigsten Sehenswürdigkeiten der Stadt darstellt, wurde im Jahr 1888 nach einem Projekt des bekannten russischen Architekten M. N. Tschitschagow erbaut. Das in der Sowjetzeit gebaute Opernhaus eröffnete seine erste Saison 1931 mit der Aufführung der Oper Boris Godunow von Modest Petrowitsch Mussorgski. Die Oper hatte anfangs eine schlechte Akustik, sie wurde inzwischen umgebaut und die Akustik wesentlich verbessert.

## Sehenswürdigkeiten

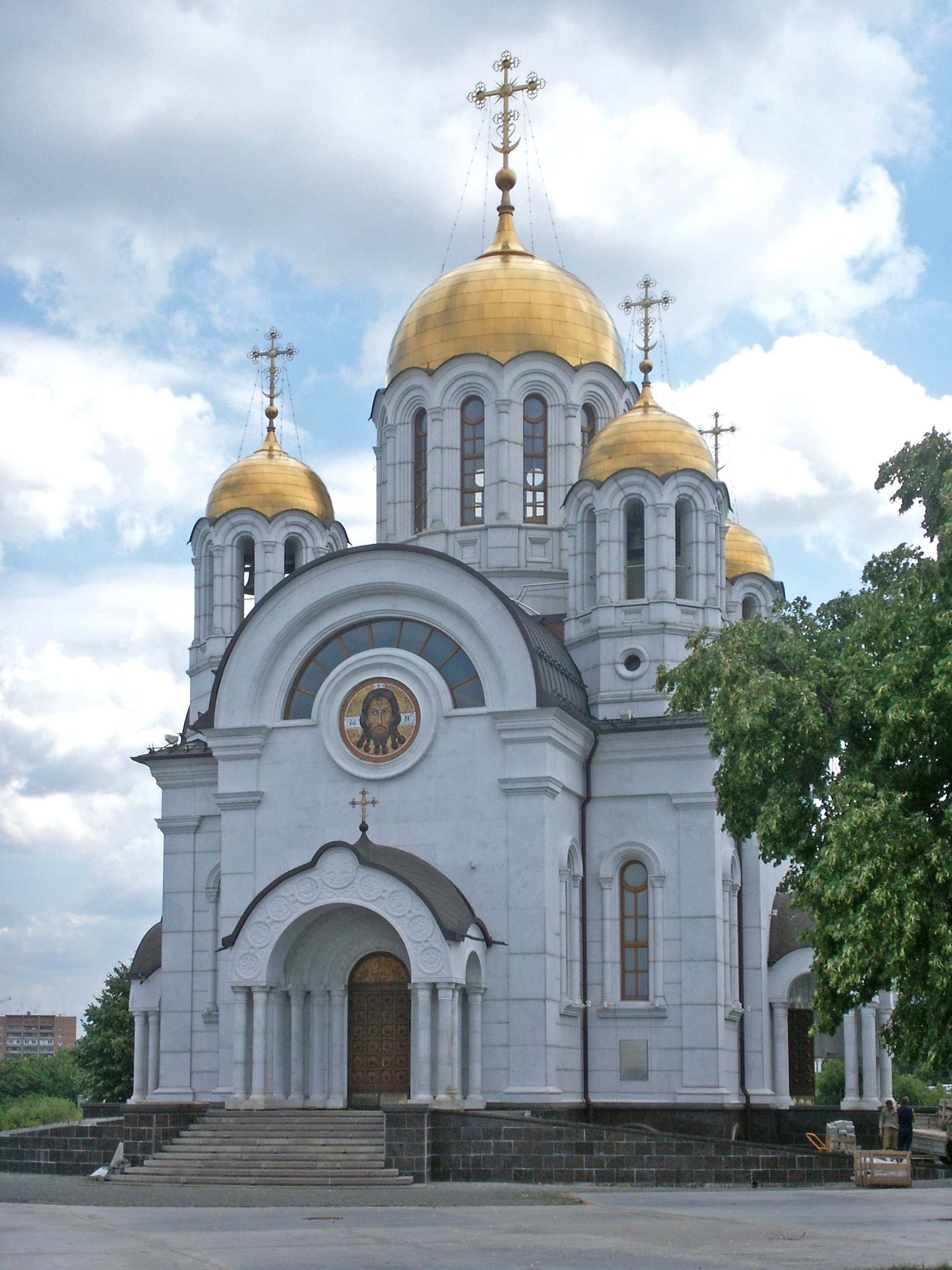
Orthodoxe Kirche in Samara

Aus der Stalinzeit stammt der sogenannte Stalinbunker (russisch Бункер Сталина), der im Fall der deutschen Eroberung Moskaus als mögliches Ausweichquartier für die sowjetische Regierung dienen sollte. Der Bunker wurde heimlich in Handarbeit angelegt und der Aushub mittels eines Tunnels abtransportiert, so dass selbst die direkten Nachbarn vom Bau nichts erfahren konnten. Der Bau wurde erst nach dem Ende der Sowjetunion der Öffentlichkeit bekannt. Weitere Sehenswürdigkeiten sind Gebäudekomplexe aus dem 19. Jahrhundert sowie das Monument des Ruhms. Die Reize Samaras liegen jedoch mehr in der Umgebung, in der Wolgalandschaft, an der die Stadt mit einem 50 km langen Wolgastrand einen großen Anteil hat. Berühmt ist die Stadt für ihre schier endlose Wolgapromenade und die Aussicht auf die Schiguli-Berge, eine Hügelkette am gegenüberliegenden Ufer.
Es gibt eine Evangelisch-lutherische Kirche im Ort.

## Wirtschaft und Verkehr

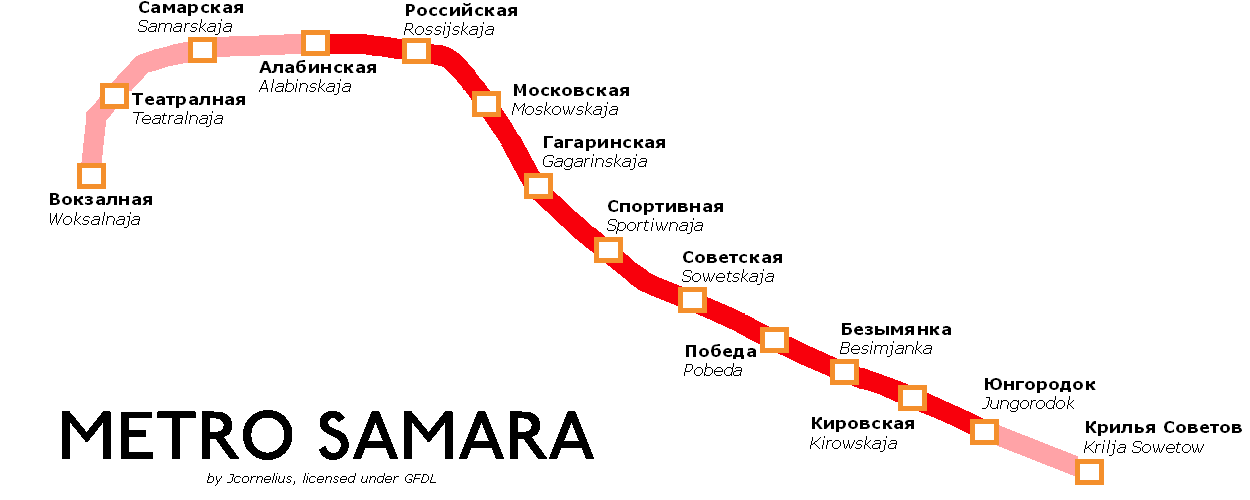
Karte der Metro Samara

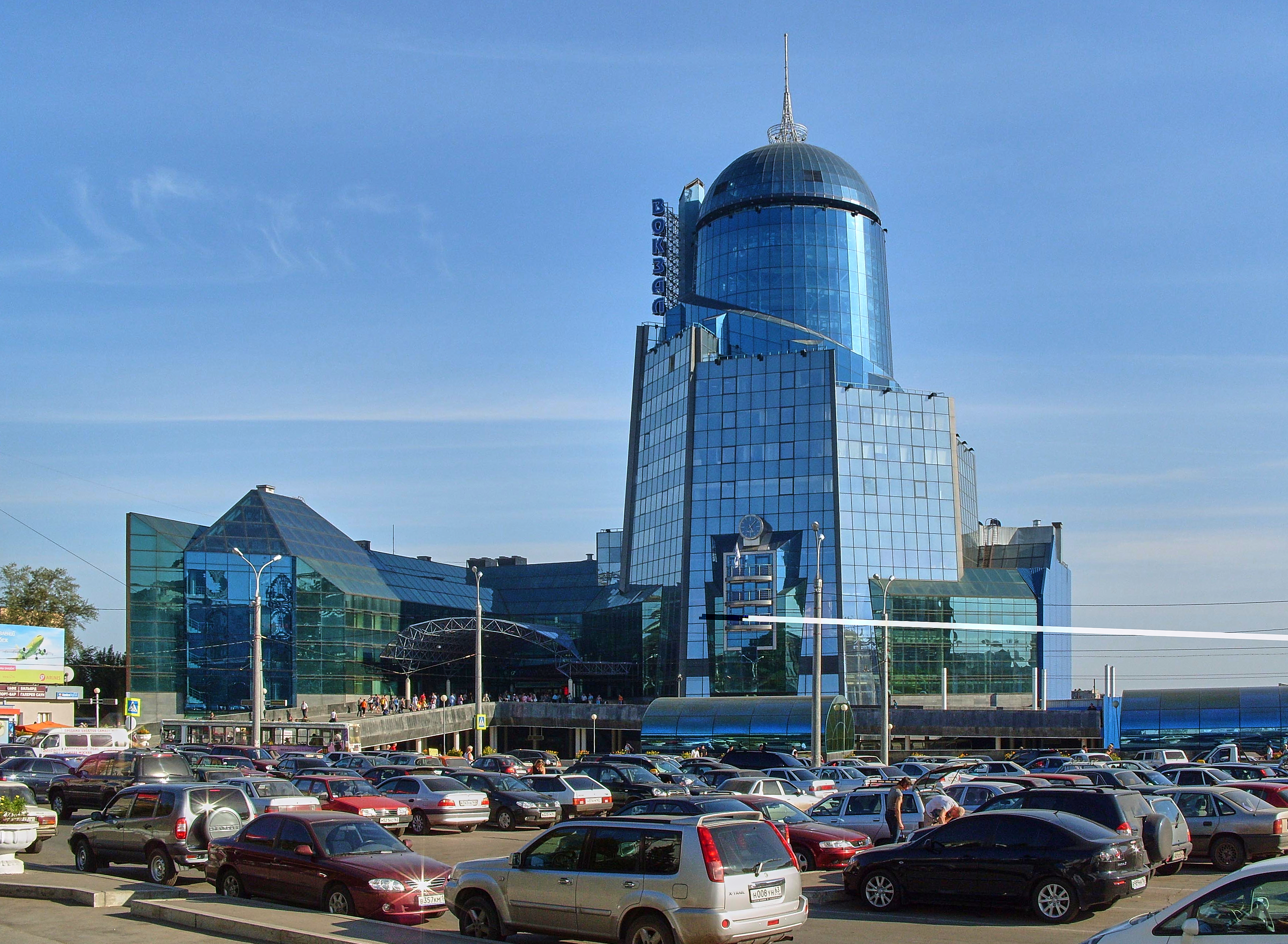
Samaraer Bahnhof

Samara zählt zu den bedeutendsten Wirtschaftsstandorten der Russischen Föderation. Zu den wichtigsten Industriezweigen zählen der Maschinenbau und die Metallverarbeitung mit der Herstellung von Geräten für die Weltraumtechnik, den Flugzeugbau (Typ Tupolew) und Flughäfen. In Samara befindet sich die Firma ZSKB Progress, in der die Sojus-Raketen konstruiert und gebaut werden. In der Nähe Samaras befindet sich die Stadt Toljatti, in der die Automarke Lada hergestellt wird. Bei Toljatti befindet sich die Wolgatalsperre, die den Kuibyschewer Stausee anstaut. Südlich der Stadt Samara befinden sich erdölverarbeitende Industrie und große Raffinerien. Die Oblast Samara gehörte 2012 zu den zwei „Geber-Regionen“ in der russischen Föderation, die Gelder in einen Finanzausgleich einzahlen und damit die anderen Regionen unterstützen.
Im Bereich der Lebensmittelindustrie weist Samara einige landesweit bekannte Großbetriebe auf wie die Schokoladenfabrik Rossija. Direkt am Wolgastrand befindet sich eine große Brauerei (Жигулёвский пивоваренный завод), die Ende des 19. Jh. von dem Österreicher Alfred Vacano von Wellho gegründet wurde. Sie produziert das Schiguli-Bier (Жигулёвское), das nach den von der Brauerei aus sichtbaren Schiguli-Bergen benannt ist und die auch auf dem Etikett abgebildet sind.

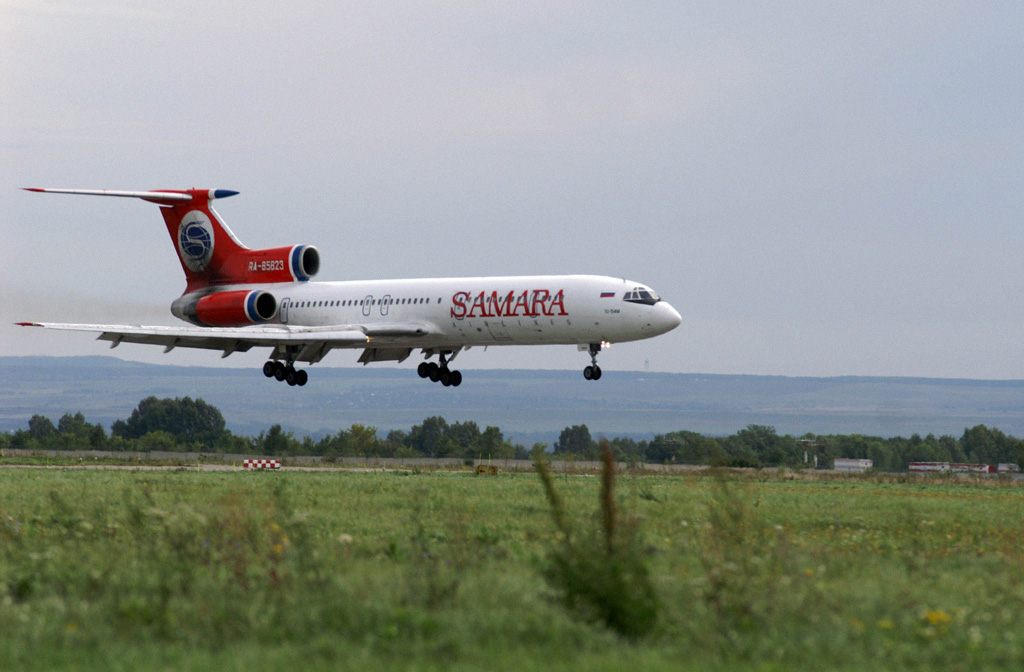
Flugzeug vom Typ Tu-154 der Samara Airlines (bankrott) auf dem Flughafen Kurumotsch (2006)

In der Stadt gibt es eine kleinere U-Bahn, die Hauptlast des öffentlichen Personennahverkehrs tragen jedoch Busse, Trolleybusse und Straßenbahnen. Samara besitzt einen internationalen Flughafen bei Kurumotsch und ist mit der russischen Hauptstadt Moskau über die Fernstraße M5 verbunden, die von hier über den Ural weiter in die Metropolen Sibiriens führt und mehrere andere Überland-Hauptstraßen kreuzt; diese führen u. a. nach Saratow, Orenburg und Uljanowsk. Schon lange Zeit ist Samara ein wichtiger Eisenbahnknoten. Die Stadt ist Verwaltungssitz der Kuibyschewer Eisenbahndirektion. Die Bahnhofskuppel mit der Aussichtsplattform ist für Gruppen nach Voranmeldung zugänglich. Samara besitzt durch die zahlreichen Verbindungen eine zentrale Rolle als Verkehrsknotenpunkt im Wolgaraum.

## Sport
Sportliches Aushängeschild der Stadt ist der Fußballklub FC Krylja Sowetow Samara. Der Klub wurde 1942 gegründet und ist seit seinem Aufstieg in der Saison 17/18 in der Premier Liga, der ersten russischen Liga anzutreffen. 2008 machte der Verein durch die Verpflichtung des tschechischen Nationalspielers Jan Koller von sich reden. Samara war einer der Austragungsorte der Fußball-Weltmeisterschaft 2018. Hierzu wurde die neue Kosmos-Arena erbaut. Die reine Fußballarena bietet den Besuchern 44.807 Sitzplätze und ersetzt das Metallurg-Stadion als Heimstätte von Krylja Sowetow. Im Eishockey ist die Stadt durch den Verein HK ZSK WWS Samara vertreten.
Für die Weltmeisterschaft wurden in der Stadt 3 Trainingsplätze gebaut. Vor dem Turnier wurden die wichtigsten Straßen renoviert: die Straße zum Flughafen und die „Moskowskoe“-Chaussee.

## Weiterführende Bildungseinrichtungen
Samara ist eines der größten Wissenschafts- und Hochschulzentren Russlands mit 27 Universitäten und Hochschulen sowie 80 Forschungsinstituten.
- Business-Institut des Wolgagebietes
- Fakultät der Staatlichen Akademie für Wasserstraßenverkehr des Wolgagebiets
- Filiale der Unterschule für Unternehmertum und Privatisierung
- Filiale der Internationalen Akademie für Management
- Filiale der Staatlichen Handelsuniversität Moskau
- Filiale der Regionalen Öffentlichen Universität
- Filiale der Geisteswissenschaftlichen Universität Sankt Petersburg der Gewerkschaftsverbände
- Filiale des Branchenübergreifenden Instituts für Medizinisch-Soziale Rehabilitation
- Filiale Samara der Hochschule Saratow des Innenministeriums Russlands
- Staatliche Universität für Verkehrswesen
- Internationale Akademie für Business und Bankwesen
- Internationales Institut für Marktwesen
- Militärisches Medizininstitut Samara
- Akademie für Geisteswissenschaften Samara
- Medizininstitut „Reawis“ Samara
- Institut für Betriebswirtschaft Samara
- Staatliche Universität Samara[7]
- Staatliche Akademie für Architektur und Bauwesen Samara
- Staatliche Akademie für Kultur und Kunst Samara
- Staatliche Akademie für Telekommunikation und Informatik des Wolgagebiets
- Staatliche Landwirtschaftliche Akademie Samara
- Staatliche Medizinuniversität Samara
- Staatliche Ökonomische Akademie Samara
- Staatliche Pädagogische Universität Samara
- Nationale Forschungsuniversität Samara
- Staatliche Technische Universität Samara[8]
- Samaraer Staatliche Akademie für begabte Kinder (Najanowa)
- Technikum für Verlags- und Druckwesen
- Staatliche Sozial- und Pädagogische Universität Samara[9]

## Städtepartnerschaft
Samara listet folgende Partnerstädte auf:
- Stuttgart, Deutschland, seit 1992
- St. Louis, USA, seit 1994
- Stara Sagora, Bulgarien, seit 1992
- Homel, Belarus, seit 2000
- Wizebsk, Belarus, seit 2001
- Dnipro, Ukraine, seit 2001
- Palermo, Italien, seit 2002
- Denizli, Türkei, seit 2008

## Söhne und Töchter der Stadt
Zu den Söhnen und Töchtern der Stadt Samara gehören u. a. die russische Tennisspielerin Anastassija Pawljutschenkowa (* 1991), der italienische Jongleur Enrico Rastelli (1896–1931), der russische Filmregisseur Eldar Rjasanow (1927–2015) und der sowjetische Verteidigungsminister und Marschall der Sowjetunion Dmitri Ustinow (1908–1984).